# Мавзолей Сунь Ятсена
Мавзолей Сунь Ятсена (спрощ.: 中山陵; піньїнь: Zhōngshān líng) — пам'ятник-усипальниця, присвячений лідеру китайської демократичної революції та «батьку нації» Сунь Ятсену.

## Історія та опис
Розташований на місцевості від підніжжя до вершини другого піку гори Цзицзіньшань у Нанкіні — столиці китайської провінції Цзянсу. Відповідно до заповіту Сунь Ятсена, його тіло було забальзамовано в Пекінському шпиталі й тимчасово розміщено в меморіальній залі храму Лазурових Хмарин на горі Сяншань.
Будівництво мавзолею почалось у січні 1926 року й було завершено навесні 1929. Керівником проекту був архітектор Люй Яньчжі, який невдовзі раптово помер. 1 червня 1929 року відбулось поховання труни з тілом Сунь Ятсена, а зведення й оформлення решти комплексу було завершено до 1931 року.
В основу композиції комплексу було покладено класичну архітектуру Стародавнього Китаю в поєднанні з застосуванням західних архітектурних проектних і будівельних методів, у результаті чого мавзолей став невід'ємною частиною гірської панорами й навколишнього ландшафту. 1961 року Національний підрозділ із захисту культурних пам'яток включив мавзолей до списку ключових пам'яток Китаю.

## Галерея

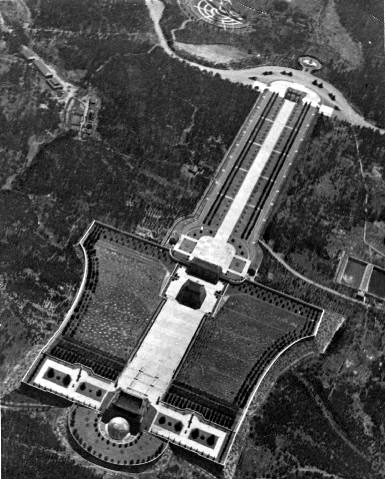
Аерофотознімок комплексу, 1938
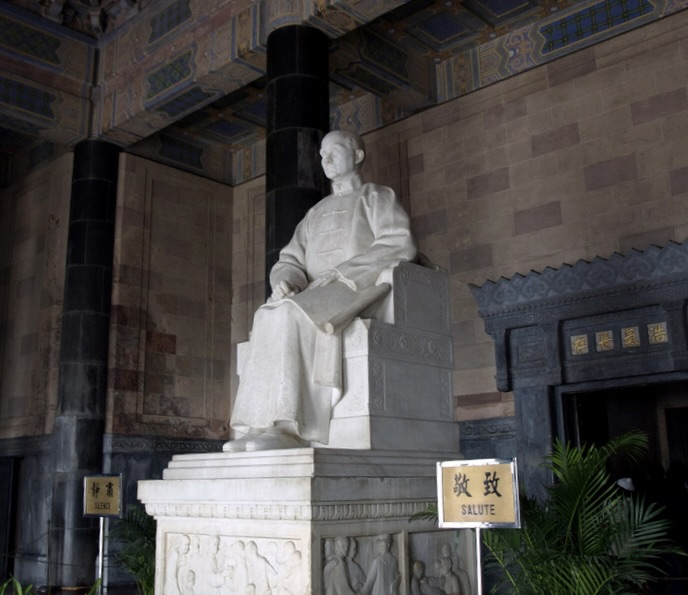
Статуя Сунь Ятсена в меморіальній залі
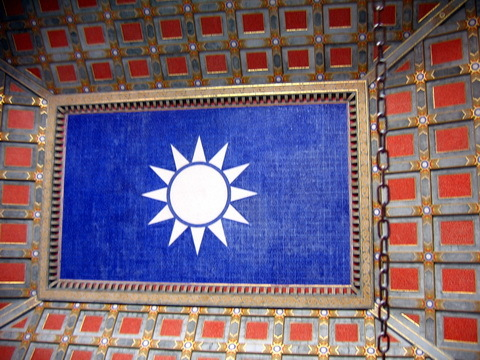
Емблема Республіки Китай в орнаменті